# 劉儒 (嘉靖進士)
劉儒（1498年—？），字子醇，號黃溪，崇府群牧所軍籍，山東濟南府新城縣人，明朝政治人物。

## 生平
嘉靖十年（1531年）辛卯科河南鄉試第九名舉人，十一年（1532年）中式壬辰科會試第一百四名，二甲第四十三名進士。工部觀政，授戶部主事，升員外郎，出為陝西按察司副使。

## 家族
曾祖劉剛；祖父劉智；父劉福，母李氏。弟劉仕、劉儀、劉仞。子劉希皋、劉希夔。